# Прерванный шаг аиста
«Прерванный шаг аиста» (греч. Το μετέωρο βήμα του πελαργού; более точный перевод с греческого — «Взвешенный шаг аиста») — драматический фильм режиссёра Тео Ангелопулоса. Участник основного конкурса Каннского кинофестиваля 1991 года, где уступил «Золотую пальмовую ветвь» «Бартону Финку» братьев Коэн.

## Сюжет

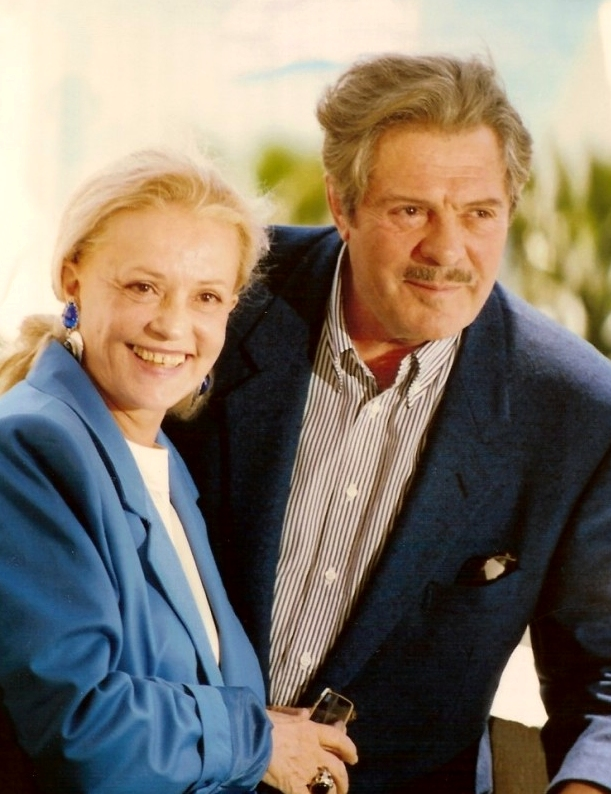
Жанна Моро и Марчелло Мастроянни на премьере фильма в Каннах

Греческий политик после своего выступления в парламенте, которое носило скорее поэтический, нежели политический характер, покидает парламент и собственный дом и бесследно исчезает. Журналист, «представитель дешёвой профессии репортажа», готовивший репортаж о блокированных на границе беженцах разных национальностей, встречает мужчину, который внешне похож на пропавшего политика. Журналист впервые в своей жизни встречается с правдой, которую представляет пропавший политик (Марчелло Мастроянни). С чувствами. Несмотря на расследование журналиста и встречу, устроенную им между неизвестным и француженкой, женой пропавшего политика, личность неизвестного остаётся невыясненной. Француженка его не опознала, но неизвестный не подтверждает, что он не имеет отношения к пропавшему политику. В этом разбитом мире, где неизвестный нашёл своё убежище, между препятствиями и границами, всё подвешено в неопределённой реальности.
По этому поводу греческий кинокритик Василис Рафаилидис писал: "Более чем очевидно, что в мире есть беженцы. Но не очевидно, что есть депутаты парламента, которые бы хотели стать людьми без (удостоверения) личности, каковыми являются беженцы.
Последняя сцена фильма символична. Подвешенные на телеграфных столбах техники возвращают связь, нарушенную всевозможными границами.
«Прерванный шаг аиста» — это фильм о любых границах. О тех пределах, которые сокращают пространство, духовное и материальное, превращая его в горстку земли. О самоограничении человека в пограничных стенах, продав свою свободу. Марчелло Мастроянни, в роли политика, говорит: «Наш дом это твой дом. Наш дом… Мы прошли границы и мы по-прежнему здесь. Сколько границ мы должны пройти, чтобы прийти в свой дом?».
Поскольку в пограничных линиях, мысленных, политических, религиозных, уже давно утеряно понятие единства и целого. Мы подвешены над этими тонкими линиями границ. Где каждый шаг означает смерть. А смерть означает конец. Или может окончательное освобождение? Взмахом крыльев аиста в бесконечность.
Сверху линий границ, которые пленяют и разбивают на куски свободу.